# شهرستان جی‌شیان
شهرستان جیشیان (به چینی: 集贤县) یک شهرستان در استان هئی‌لونگ‌جیانگ چین است که در تابعیت شهر شوانگ‌یاشان قرار دارد.

## تقسیمات اداری
شهرستان جی‌شیان ۵ شهرک و ۳ قصبه تابعه تقسیم شده است. دوازده «میدان» هم‌سطح قصبه نیز تابع این شهرستان می‌باشند، مانند نواحی اداری مزارع و مراتع.
- شهرک تای‌پینگ (太平镇، Tàipíng zhèn)
- شهرک جی‌شیان (集贤镇، Jíxiánzhèn)
- شهرک شنگ‌چانگ (升昌镇، Shēngchāng zhèn)
- شهرک فنگ‌له (丰乐镇، Fēnglè zhèn)
- شهرک فولی (福利镇، Fúlì zhèn)

- قصبه خینگان (شینگ‌آن) (兴安乡، Xìng'ān xiāng)
- قصبه یاوتون (腰屯乡، Yāotún xiāng)
- قصبه یونگ‌آن (永安乡، Yǒng'ān xiāng)

- زندان شوانگ‌یاشان (双鸭山监狱، Shuāngyāshān jiānyù)
- معدن ذغال شنگ‌پینگ (升平煤矿، Shēngpíng méikuàng)
- میدان بذرکاری شهرستان جی‌شان (集贤县良种场، Jíxián xiàn liángzhǒngchǎng)
- میدان جنگل‌داری آی‌لین (爱林林场، Àilín línchǎng)
- میدان جنگل‌داری تای‌پینگ (太平林场، Tàipíng línchǎng)
- میدان جنگل‌داری جون‌شان (峻山林场، Jùnshān línchǎng)
- میدان جنگل‌داری چی‌شینگ (七星林场، Qīxīng línchǎng)
- میدان جنگل‌داری فنگ‌له (丰乐林场، Fēnglè línchǎng)
- میدان جنگل‌داری یاوتون (腰屯林场، Yāotún línchǎng)
- میدان جنگل‌داری یاوتون (腰屯林场، Yāotún línchǎng)
- میدان زادآوری دام شهرستان جی‌شان (集贤县种畜场، Jíxián xiàn zhǒngchùchǎng)
- میدان زراعتی شماره ۲۹۱ (二九一农场، Èrjiǔyī nóngchǎng)